# امسول (آيت خطايا)
امسول هو دُوَّار يقع بجماعة تمزكدوين، إقليم شيشاوة، جهة مراكش آسفي في المملكة المغربية. ينتمي الدوّار لمشيخة آيت خطايا التي تضم 8 دواوير. يقدر عدد سكانه بـ 185 نسمة حسب الإحصاء الرسمي للسكان والسكنى لسنة 2004.

## روابط خارجية
- البوابة الوطنية للجماعات الترابية
- المندوبية السامية للتخطيط